# 滿清十大酷刑之赤裸淩遲
《滿清十大酷刑之赤裸淩遲》是1998年香港上映的三級電影，監製王晶、導演曹建南，根据清末四大奇案之刺馬案改编而来。本片為甄楚倩復出之作，同時為其首次全裸演出的電影。本片與前作《滿清十大酷刑》的氣氛不同，前作是比較輕鬆喜劇，本集氣氛則較黑暗，兩者也沒有關聯。
本片是《滿清十大酷刑》的第二集，在海外曾以《玉蒲团之官人我要》续集《玉蒲團4》（Sex & Zen 4）的名义发行。

## 剧情
黃蓮本來為一個辛福女孩，有一個哥哥黃縱和未婚夫愛著她，但當她遇上以為是愛自己的人之后，一切都變了...
一個下午，黃蓮、黃縱及未婚夫張汶祥因較貧窮而決定偷掉一個人的馬，被發現後反而被寬待，被偷馬的男子叫馬新貽，正在上京趕考途中，對三人十分仗義，更與黃縱和張汶祥結拜為兄弟。但在馬新貽高中並出任兩江總督之后，露出變態的真面目，並設計陷害黃縱和張汶祥，令二人發難殺人並被捕入獄，最終黃縱不堪獄中酷刑，求汶祥給他一個痛快，汶祥之後亦被斬首。黃蓮得知后，決定色誘馬新貽，趁機報仇……

## 演出
| 演员   | 角色     | 粵語配音 | 备注                                                                   |
| 鄭浩南 | 馬新貽   | 陳欣     | 表面正人君子的兩江提督，實為變態，喜歡虐待別人                         |
| 甄楚倩 | 黃蓮     | 陸惠玲   | 張汶祥的未婚妻，黃縱之妹                                               |
| 林偉健 | 張汶祥   | 潘文柏   | 黃蓮的未婚夫，馬新貽之好友及結拜兄弟，被馬新貽陷害，發難殺人而被捕入獄 |
| 楊梵   | 黃縱妻子 | 黃鳳英   | 黃縱的妻子，後勾搭馬新貽，故意被馬新貽虐待，每次會表現興奮             |
| 楊雄   | 黃縱     | 張炳強   | 黃蓮之兄，馬新貽之好友及結拜兄弟，被其陷害，發難殺人而被捕入獄         |

## 分級制度
| 國家／地區 | 級別 |
| 香港       | Ⅲ    |